# 西北米努草
西北米努草（学名：Minuartia litwinowii），也叫西北米爬栎，为石竹科米努草属的植物。分布于土耳其、土库曼、哈萨克斯坦、伊朗以及中国大陆的新疆等地，生长于海拔2,400米的地区，一般生长在岩石壁或多砾石处，目前尚未由人工引种栽培。